# 이건방
난곡 이건방(蘭谷 李建芳, 1861 ~ 1939) 선생은 양명학 강화학파의 한사람이며, 교육가이다. 제자로는 국문학자 위당 정인보 등이 있다.
- 난곡 이건방 선생의 주자학자 송시열 비판
- 송시열[1]당(黨)의 가대의설(假 大義說)을 다음과 같이 공격했다.
- | “ | "우리나라 중엽에 한 큰 선비가 있었는데, 처음 나올 때는 총명하고 글을 잘하여 넉넉히 사람을 감동케 하고 나라가 무사할 때를 만나 유술(儒術)을 높이고 권장하여 배우는 것이 조광조·이황·성혼·이이의 뒤를 이어 오로지 정주(程朱)를 숭상하여 그 반대론자를 물리쳤다.……헛된 이름이 융숭하니 흡족하고, 지위가 날로 높아지니 굳게 자기에게 붙는 자와 결탁하여 당파를 만들어서 자기에게 붙지 않는 자를 배척하여 그 말이 조금이라도 다른 자라면 반드시 주자(朱子)를 끌어다가 그 말을 꾸며서 이를 공격하되 주자를 배반한 죄인으로 삼았다." | ” |
|   | — 난곡 이건방 선생의 원론(原論) |   |

## 주요 저작
- 간찰 (강화역사문화연구소 블로그 문헌자료 보관됨 2016-03-09 - 웨이백 머신)
  - 영재 선생의 간찰(1893), 경재 선생의 간찰(1930), 난곡 선생의 간찰(1930)
- 《난곡존고(蘭谷存稿, 난곡 이건방)》 13권 4책
  - 원론(原論)과 속원론(續原論) - 일진무가(一眞無假) 주장.
  - | “ | 허위의 학문을 배척하고 진실과 진리의 학문을 추구하는 진가(眞假)의 논리를 펴고 있다. 진(眞)은 사람의 정(情)에 합당한 것이고, 사람의 정에 합당한 것이 성현의 도(道)에 합당한 것이며, 성현의 도가 곧 양지(良知)이고, 양지에 합당한 것이 바로 자신의 도라는 것이다. 이처럼 허(虛)를 배척하고 진과 실을 추구하는 가운데 당시 조선사회를 이념적으로 지배하고 있던 주자학자들의 폐단을 비판했다. (...중략...) 이러한 학문적 성격은 제자인 위당 정인보(鄭寅普)에게 계승되어 일제강점기 민족주의 학문으로 발전되었다. | ” |
|   | — 《브리태니카 백과》: 난곡 이건방의 사상 |   |

## 참고 내용
- 청구문화사에서 1971년, 선생의 유고『난곡존고 蘭谷存稿』가 간행됨. (동아일보, 1971.7.19 기사)
  - | “ | “우리나라 陽明學派의 거장인 蘭谷 李健芳(1861~1938)의 문집 <蘭谷存稿>가 간행되었다. 본래 필사로 13권이었던 것을 영인하여 양장본 1책으로 꾸민 것이다. 이조실학에 星湖, 茶山계와 燕巖, 草亭계 이외에 霞谷 鄭齊斗계의 이른바 江華學派가 뚜렷한 위치를 차지하고 있다는 것이 근래 점차로 밝혀져가고 있거니와 蘭谷은 이 강화학파의 거의 마지막인 대표인물로서 爲堂 鄭寅普가 그에게 師事하여 學統을 이었다. 위당이 지은 墓表에 의하면 난곡은 비단 양명학에 깊었을 뿐 아니라 서양의 國憲 財政 刑律 外交까지도 연구하였으며 山林의 선비들에게 新學問을 열렬히 권장하고 항상 求時(現實問題의 打開)를 주장하였다 하였으니, 開化의 激動期를 맞은 先覺的인 儒家의 識見을 우선 짐작할 수 있다. 또 같은 글에 의하면 우리나라의 漢文文學이 대개는 아(雅)하면 弱하기 쉽고 건(健)하면 무(蕪)하기 쉬워 農巖 燕巖 淵泉 臺山 같은 대가들도 어느 편인가로 치우쳤는데 蘭谷이 前後에 나와서 아와 건을 아울러 갖추었었다 하여 學者로서만이 아니라 文章家로서의 蘭谷의 면목을 시사한 바 있다. 종래 연구가 거의 미치지 못했던 江華學派 내지 陽明學派의 구명에 있어서나 혹은 實學의 現代的 편력의 구명에 있어서나 新刊된 이 <蘭谷存稿>가 적지 않은 구실을 할 것으로 기대되고 있다. (청구문화사 刊, 값 2,000원)” | ” |
|   | — 동아일보, 1971.7.19 기사 제목 : "李健芳文集『蘭谷存稿』影印출간" |   |

## 난곡 이건방 이후
- 위당 정인보
  - | “ | 난곡 선생은 30 여 년의 사사(師事)로, 하곡 이하 강화소전(江華所傳, 정제두로부터 소론 가학으로 내려오는 양명심학)을 정인보(爲堂 鄭寅普, 1893~1950)에게 갓초갓초(갓추갓추, 빠짐없이 고루고루 있게하여) 전수하셨다고 합니다. 위당은 18세부터 난곡 문하였는데 난곡이 위당에게 준 ‘書寄鄭景施’(경시는 정인보의 아명)에 “내 생애에 남길 일이란 오직 그대 하나 때문일 뿐(一生惟汝在)”이라 하였습니다. 제자를 향한 난곡의 지극한 사랑을 짐작할 수 있습니다. 스승에 대한 위당의 공경 또한 스승과 같아서, ‘비가 억수같이 퍼붓던 날, 西大門 네거리에서 電車를 타려는데, 어떤 허수룩한 차림의 老人을 보자 위당은 황망하게 달려가 그 앞에 무릎을 꿇고 절을 올렸다’ 는 전설 같은 이야기가 전해오기도 합니다. 여기에서 허수룩한 老人이란 물론 난곡 선생입니다. 위당과 강화도와 관련해서는 영의정의 직책으로 1849년 강화도령 원범(李元範, 조선 25대왕 철종)을 모시러 온 정원용 대감이 위당의 증조부입니다. 종조부(큰할아버지)인 정기세는 강화유수를 역임하셨습니다. 일제시대에 지행일치의 〈양명학연론 陽明學演論〉(1933, 동아일보)을 연재하여 조선 500년의 학문에 주자학만이 아닌 하곡으로부터 비롯하는 양명심학의 전통이 있었다는 것을 처음으로 세상에 알린 위당은, ‘자모사 慈母思’ 등의 시조 작품도 뛰어난 당대의 문사였습니다. 연희전문학교에서 오랫동안 한학과 역사학을 강의하신 교육자이기도 하십니다. 특별히 우리나라 4대 국경일인 3.1절, 제헌절, 광복절, 개천절의 가사를 쓰신 분이기도 합니다. 위당 정인보선생께서 하곡으로 비롯하여 이건방에까지 이른 강화학파 학맥의 적자(嫡子)이시라면, 우리들은 광복절 등 국경일 때마다 '강화학파'의 정신을 그가 쓴 가사를 외고 부르며 흠뻑 세례 받아온 셈입니다. 선생은 1950년 6.25 전쟁 때 납북되어 돌아가신 해를 모릅니다. | ” |
|   | — 바위솔님 블로그에서, 제목 - 난곡 이건방 "강화학파"를 찾아서 |   |
- 서여 민영규
  - | “ | “일찍이 하곡(정제두)과 원교(이광사), 신재(이영익), 초원(이충익), 그리고 대연(이면백), 사기(이시원) 등이 이 벽진 곳에서 양명학을 가꾸어 오기를 무릇 250년, 나는 그것을 온통 <강화학 江華學>이란 이름으로 부르고 있지만, 그들 스스로는 그것을 계산지학(稽山之學[3]), 정백자성명지학(程柏子性命地學)이라고 부르고 때로는 ‘실학’이라고 부를 경우도 있다.” | ” |
|   | — 서여 민영규의 논문『李建昌의 南遷記』(『사학회지』제20집, 연세대학교 1971.12., 민영규)에서 |   |

## 같이 보기
- 강화학파 육대계승 (六代繼承)
- 영재(寧齋) 이건창(李建昌) 선생의 생가, 명미당(明美堂), 북위 37° 36′ 59″ 동경 126° 27′ 24″ / 북위 37.61639°  동경 126.45667°
- 경재(耕齋) 이건승(李建昇) 선생의 초상
- 난곡(蘭谷) 이건방(李建芳) 선생의 가족사진 (1925년)
- 위당 정인보